# Lázaro Gadea
Lázaro Gadea (n. Villa Soriano, 1786 – Bella Unión, 1876) fou un frare franciscà riuplatenc, de destacada participació política a l'Argentina i l'Uruguai durant la primera meitat del segle xix.
Va viure la major part de la seva vida al Convent Franciscà de Montevideo, fent viatges per tot arreu amb missions de pau. Va ser diputat pel departament de Soriano i un dels encarregats d'escriure la primera Constitució de l'Estat Oriental de l'Uruguai. Va donar suport polític al president Manuel Oribe i a Juan Antonio Lavalleja, els dos del conservador Partit Nacional (PN).
Morí a Bella Unión, a l'extrem nord-oest de l'Uruguai, amb 90 anys.